# Miami City Ballet
Le Miami City Ballet est une compagnie de danse classique et de danse moderne.

## Historique
Le Miami City Ballet a été fondé en 1985 à Miami par le chorégraphe Edward Villella, danseur de la troupe de George Balanchine au New York City Ballet de 1957 à 1975. La compagnie, composée à l’origine de dix-neuf danseurs, se produit au Adrienne Arsht Center for the Performing Arts. Elle en compte vite cinquante et se produit alors dans ses propres locaux, The Ophelia and Juan Js. Roca Center.
Son budget annuel est de 12 millions de dollars.

## Répertoire
- Giselle
- In The Upper Room de Twyla Tharp
- Tarentella, The Four Temperaments, Theme and Variations (en), parmi une cinquantaine de chorégraphies de Balanchine
- In The Night de Jerome Robbins
- Fancy Free (en) de Jerome Robbins
- Promethean Fire de Paul Taylor